# Atrapeu l'Ombra
Atrapeu a l'Ombra (títol original en rus, Тень: Взять Гордея; transcrit com a Ten: Vziat Gordeia) és una pel·lícula de thriller d'espies russa dirigida per Ilià Kulikov i Ania Mirokhina. És protagonitzada per Oleg Gaas, Denís Pianov i Filipp Iankovski. La pel·lícula es va estrenar als cinemes el 8 de desembre de 2022. S'ha doblat i subtitulat al català.

## Sinopsi
Un misteriós exagent rus, capaç de mantenir la seva identitat en secret, desapareix amb els secrets d'estat de Rússia. En aquesta situació d'amenaça a la seguretat nacional del país, la principal labor del contraespionatge rus és trobar a l'agent desaparegut.